# Люс, Клэр Бут
Клэр Бут Люс (англ. Clare Boothe Luce; 10 марта 1903[…] или 10 апреля 1903, Нью-Йорк, Нью-Йорк — 9 октября 1987[…], Вашингтон) — американский драматург, редактор, журналистка, посол, светская львица и конгрессмен США, представляющая штат Коннектикут.
Награждена Президентской медалью Свободы (1983) и Наградой Сильвануса Тайера (1979).

## Биография
Клэр Бут Люс родилась под именем Энн Бут в Нью-Йорке, второй ребёнок танцовщицы Анны Клары Шнайдер (она же Шнайдер, она же Энн Бут) и Уильяма Франклина Бут. Её отец, скрипач и продавец готовых лекарств, отпускающихся без рецепта врача, привил дочери любовь к музыке и литературе. Часть своего детства он провела в Чикаго, штат Иллинойс; Мемфисе, штат Теннеси, Юнион-Сити в штате Нью-Джерси и Нью-Йоркe, штат Нью-Йорк. У неё был старший брат, Дэвид Франклин. Неженатые родители Клэр разошлись в 1912 году.
Бут окончила школу в городе Тарритаун (Нью-Йорк) в 1919 году. Её изначальной целью было стать актрисой. Бут заинтересовалась движением за женское избирательное право.
Бут вышла замуж за Джорджа Туттл Брокау, наследника магазинов одежды в Нью-Йоркe, 10 августа 1923 года, в возрасте 20 лет. У них появилась одна дочь, Энн Клэр Брокау (25 апреля 1924 — 11 января, 1944). По словам Бут, Брокау был алкоголиком, и брак закончился разводом в 1929 году. 23 ноября 1935 года Бут вышла замуж за Генри Люса, богатого и влиятельного издателя Time, Fortune, и Life.
11 января 1944 года, дочь Люс Энн Клэр Брокау, будучи третьекурсницей в Стэнфордском университете, погибла в автомобильной катастрофе. В результате этой трагедии Люс стала изучать психотерапию и религии, присоединившись к Римско-католической церкви в 1946 году, в конечном счете став Дамой Мальты.

### Политическая карьера
В 1943—1947 годах член Палаты представителей США от штата Коннектикут.
Люс в 1944 году, будучи конгрессменом, сыграла важную роль в создании Комиссии по атомной энергии и начала борьбу с растущей угрозой международного коммунизма. В 1946 году она была соавтором Закона Люс—Селлера от 1946 года, позволившего индийским и филиппинским иммигрантам получить гражданство в США, число которых ранее было ограничено квотой до 100 иммигрантов в год по причине их цвета кожи.
В 1953—1956 годах посол США в Италии.
В 1981 году новый президент США Рональд Рейган наградил её Президентской медалью Свободы.

### Смерть
Клэр Люс умерла от рака мозга 9 октября 1987 года в возрасте 84 лет, в её квартире в Уотергейт в Вашингтоне.

## Наследие
С момента своих первых грантов в 1989 году Программа Клэр Бут Люс стала самым значительным источником частной поддержки женщин в области науки, математики и инженерии. Организация утверждает, что выделяет гранты более чем на $ 120 млн на поддержание около 1550 женщин. Гранты предоставляются колледжам и университетам, а не непосредственно физическим лицам.

## Институт политики Клэр Бут Люс
Институт политики Клэр Бут Люс был основан в 1993 году Мишелью Истон. Некоммерческий НИИ нацелен на поддержку консервативных идей у американских женщин с помощью, схожих с идеями покойной Клэр Бут Люс, как с точки зрения внешней политики, так и внутренней.

## Премия Клэр Бут Люс от Фонда наследия
Премия Клэр Люс Бут, учрежденная в 1991 году в память о Люс, является высшей наградой Heritage Foundation за выдающийся вклад в консервативное движение. Известными лауреатами являются Рональд Рейган, Маргарет Тэтчер и Уильям Ф. Бакли младший.